# Český Robinson
Český Robinson je český třídílný televizní film České televize o osudech českého emigranta, který se po letech vrací natrvalo domů do Česka. Film natočil režisér Dušan Klein v roce 2000.

## Obsazení
| Miroslav Donutil   | Vlastimil Mates          |
| Vilma Cibulková    | Bertha Matesová          |
| Sandra Nováková    | dcera, Marianna Matesová |
| Libuše Švormová    | tchyně, matka Berthy     |
| Otakar Brousek st. | tchán, otec Berthy       |